# Spoon
Spoon es una banda de indie rock de Austin, Texas. La banda está formada por Britt Daniel (vocalista, guitarra, bajo, teclado, percusión); Jim Eno (batería, percusión); Alex Fischel (teclado, guitarra) y Gerardo Larios (guitarra, teclado).
Son conocidos por sus melodías tarareables, inspiradas en la tradición folk-rock-pop norteamericana, sobre estructuras instrumentales alejadas de lo típico. Canciones compuestas y producidas de manera limpia, arriesgada y creativa. Debido a su constante éxito con la crítica especializada, Spoon es considerada una de las bandas más sólidas y respetadas dentro de la escena indie. El nombre Spoon fue escogido en honor de una canción que era parte de la banda sonora de la película Das Messer "Spoon" de la banda alemana de krautrock Can.

## Historia
La banda se formó en 1993 por Britt Daniel y Jim Eno. 
Spoon lanzó su EP debut en mayo de 1994 llamado The Nefarious EP. En 1995, Spoon firmó un contrato con la disquera Matador Records, y en 1996 lanzaron su primer disco de larga duración Telephono.
En 1998 Spoon firmó con Elektra Records pero el contrato terminó tan solo 4 meses más tarde con el poco éxito de ventas a pesar del excelente nivel de A Series of Sneaks.
En el año 2000 con la vuelta al underground Spoon firmó con Merge Records y lanzaron el EP Love Ways. 
Girls Can Tell fue lanzado en 2001, este vendió más copias que Telephono y A Series Of Sneaks juntos y fue un acontecimiento para la crítica mundial. Kill the Moonlight logró la misma hazaña un año después. Su siguiente disco, Gimme Fiction, fue lanzado el 10 de mayo de 2005. Este debutó en el número 44 en la lista Billboard 200 y vendió más de 160,000 copias.
Su disco Ga Ga Ga Ga Ga fue lanzado a la venta el 10 de julio de 2007 y debutó en el número 10 en la lista Billboard 200. vendiendo 88,000 copias en 4 semanas.
El 25 de enero de 2010 salió a la venta el séptimo disco de Spoon, Transference, compuesto por once canciones, y que vino precedido por los sencillos "Got Nuffin" y "Written In Reverse".
En junio de 2014, la banda anunció la publicación de un nuevo disco, que bajo el título They Want My Soul. Se lanzó el 5 de agosto de 2014 del que se desprenden sencillos como "Rent I Pay", "Do You" y "Inside Out".
En 2017 editaron el álbum "Hot Thoughts"

## Discografía

### Álbumes
- Telephono (1996, Matador).
- A Series of Sneaks (1998, Elektra).
- Girls Can Tell (2001, Merge).
- Kill the Moonlight (2002, Merge).
- Gimme Fiction (2005, Merge).
- Ga Ga Ga Ga Ga (2007, Merge).
- Transference (2010).
- They Want My Soul (2014).
- Hot Thoughts (2017).
- Everything Hits at Once, The Best of Spoon (2019)
- Lucifer on the Sofa (2022)

### EP
- The Nefarious EP (EP, 1994, Fluffer).
- Soft Effects (EP, 1997, Matador).
- Love Ways (EP, 2000, Merge).

### Sencillos
- "All the Negatives Have Been Destroyed" (7"/CD5, 1996).
- "Not Turning Off" (7", 1996].
- "30 Gallon Tank" (7"/CD5 promo, 1998).
- "Anticipation" (7", 1998).
- "The Agony of Laffitte" (CD5, 1998, Saddle Creek).
- "Anything You Want" (7"/CD5, 2001).
- "Everything Hits at Once" (CD5, 2001).
- "Car Radio" / "Advance Cassette" (CD5, 2001).
- "Text Later" / "Shake It Off" (split 7", 2002).
- "Someone Something" (7", 2002).
- "Kill the Moonlight" (2002).
- "Jonathon Fisk" (CD5, 2002).
- "Stay Don't Go" (CD5, 2003).
- "The Way We Get By" (CD5, 2003).
- "I Turn My Camera On" (7"/CD5, 2005).
- "My First Time, Vol. 3" (2005).
- "Sister Jack" (UK and US, 7"/CD5, 2005).
- "The Underdog" (7", 2007).
- "Got Nuffin" (2009).[4]
- "Written In Reverse" (2009).[5]
- "Rent I Pay" (2014)
- "Do You" (2014)
- "Inside Out" (2014)
- "Hot Thoughts" (2017)
- "Cain I Sit Next to You"
- "Do I Have to Talk You Into It"